# Forray András (főispán)
Soborsini báró Forray András (Soborsin, 1780. november 17. – Futak, 1830. augusztus 18.) császári és királyi kamarás, Csanád vármegye főispánja.

## Élete
Forrai Ignác császári és királyi udvarnok és csatári Nagy Teréz fia, Forray András unokája volt. Szülőhelyén magánnevelésben részesült, majd Pozsonyban tanult nyilvánosan, ahol a jogot is végezte. A királyi táblánál törvénygyakorlaton volt; azután a magyar királyi udvari kancelláriánál szolgált. Zala megye igazgatásában komoly részt vett. Ottani szolgálata alatt Olaszországot, Franciaországot- és Angliát beutazta és megtanulta ezen nemzetek nyelvét. 1805. március 19-én korompai gróf Brunswick Juliával lépett házasságra. 1807-ben császári és királyi kamarás lett, 1824-ben Krassó vármegye alispánjává (főispán-helyettesévé) nevezte ki. 1805-től fogva minden országgyűlésen jelen volt. 1825-ben az uralkodó Csanád vármegye főispánjává nevezte ki.
Arcképe kőnyomat, rajzolta Eybl 1813-ban, nyomt. Leykum A. Bécsben (Ponori Thewrewk József, F. A. emlékezete c. munkájához és az Életképekhez. 1845. II. mellékelve).

## Munkái
Mélt. Soborsini b. Forrai András urnak kir. biztos úr ő nagyságához és a megye karaihoz és rendeihez intézett beszéde Makón 1830. Szent Jakab hava 20. Szeged.